# Чакдор-Джаб
Чакдо́р-Джаб (Чакдорджаб, Чакдорджап; ум. 19 февраля 1722) — калмыцкий военачальник, старший сын и соправитель (1714 — 19 февраля 1722) первого калмыцкого хана Аюки.

## Походы
В 1696 году командовал трёхтысячным калмыцким отрядом, участвовавшим в составе русской армии во втором походе на Азов.

В 1708 году Чакдор-Джаб вместе с саратовским воеводой Иваном Бахметевым совершил поход против восставших башкир. В. М. Бакунин отмечал: 
«1708 года во время тогдашнего башкирского бунта он же, Аюка-хан, посылал при предводительстве стольника Ивана Ефремова, сына Бехметева, при сыне своем Чакдорджапе многие свои калмыцкие войска, которые над башкирцами производили поиск».
Калмыцкие войска под командованием Чакдор-Джаба нанесли повстанцам серьёзное поражение летом 1710 года, после чего восстание фактически было подавлено. Тогда же другие калмыцкие войска освобождали Саратов от осады мятежников: донских казаков, булавинцев и некрасовцев и вскоре освободили его. 

Иван Бахметев и Чакдор-Джаб ходили и под Полтаву, но калмыки прибыли только 4 июля. В этот же день граф Головкин писал Петру I: 
«Сего, государь, часа получил я Ивана Бахметева письмо, в котором он пишет, что по письму моему, оставя они все коши, поспешали с калмыками, сколько могли и пришли за три мили от Полтавы, а иттить ли им далее и куды, о том просит указу».
 Но в Полтавской битве участвовали другие группы калмыков, о чём говорилось в указе Петра I. Царь благодарил их и пожаловал им и донским казакам 20 тысяч рублей.
В 1711 году во время русско-турецкой войны кубанский сераскир Бахты-Гирей предпринял набег на южнорусские земли, но был остановлен калмыцким ханом Аюкой. Чтобы предотвратить военное выступление кубанских татар (Кубань в тот период являлась частью Крымского ханства), было решено направить войско на Кубань. 

В мае 1711 года 3 пехотных и 3 драгунских полка (6300 человек) под командованием казанского губернатора Петра Апраксина вышли из Казани. Калмыцкий хан Аюка послал на Кубань в помощь русским 20-тысячное войско во главе с Чакдор-Джабом, который узнал, что кубанские татары, услышав о большом походе калмыков, начали переправляться через Кубань в горы, где 
«над ними поисков чинить невозможно» и «калмыцким войскам дал волю итти на кубанцев вперед, которые сколько их, кубанцев, на обеих сторонах реки Кубани найти могли, всех перерубили, а жен и детей их многие тысячи побрали в полон, а лошадей и скота их отогнали весьма великое множество».
Все Прикубанье было полностью опустошено и разорено. Калмыки захватили верблюдов – 2 000, лошадей – 40 000, рогатого скота — 100 000, овец — 250 000. Известно, что калмыками был разбит трёхтысячный кубанский отряд Чан-Арслана, а в сентябре было разбито войско нурэддина Бахты-Гирея.
Кубанский сераскир Бахты-Гирей в 1715 году предпринял ответный поход против калмыков, бывший настолько неожиданным и сильным, что калмыки не успели оказать сопротивления. Бахти-Герай успел захватить ногайские племена едисанцев и джамбайлуковцев, разорил часть калмыцких улусов. Аюка отступил в Астрахань «под прикрытие князя Александра Бековича-Черкасского, собиравшегося в Хиву». Тогда он не получил от русских действенной помощи.
В дальнейшем политическая обстановка привела к тому что союз калмыков с Бахты-Гиреем стал выгоден обеим сторонам по ряду причин. Бахты-Гирей заключил соглашение с Аюкой, пообещав ему вернуть едисанцев и джамбуйлуковцев в обмен на помощь в борьбе с китаи-кипчакскими мурзами. В начале 1717 года Чакдор-Джаб двинулся на Кубань, разгромил китаи-кипчакские улусы и, следуя соглашению, вывел с Кубани едисанцев и джамбайлуковцев: 
«Аюка сумел один помириться с Бахты-Гиреем, а Чакдор-Джабу в 1717 году удалось вернуть с Кубани уведенных туда джетысан, джембулуков и келе-чинов в числе 15 000 дымов или семейств».
Кроме них Бахты-Гирей передал Чакдор-Джабу «также и некрасовских всех казаков з женами и з детми… Толко-де он сам, Некрасов, с легкими людми с сорокъю ушел горы». 
Чакдор-Джаб послал в погоню за ним двух своих сыновей. Во время похода Чакдор-Джаб встречался с кубанским сераскиром Бахты-Гиреем «в урочище Кубанском городке Мажоре».
19 февраля 1722 года Чакдор-Джаб умер, при невыясненных обстоятельствах. Перед смертью, он передал свою ханскую печать, своему старшему сыну Дасангу. 